# Frälsarens förklarings kyrka, Tjasjniki
Frälsarens förklarings kyrka (belarusiska: Спаса-Праабражэнская царква; translitteration: Spasa-Praabrashenskaja tsarkva; kyrkslaviska: Спа́со-Преображенскаѧ це́рковь) är en belarusisk-ortodox kyrkobyggnad belägen i staden Tjasjniki, i distriktet Tjasjnitski Rajon i Vitsebsks voblast, i norra Belarus.
Kyrkan är helgad åt Kristi förklaring och tillhör Vitsebsk stift i den Belarusisk-ortodoxa kyrkan.

## Historik
Frälsarens förklarings kyrka i Tjasjniki började byggas 1843 och stod klar 1845 på bekostnad av Ignaty Volodkovich.
Den är idag (april 2018) är ett monument.
År 1995 täcktes den stora kupolen med tenn.

## Kyrkan
- Kyrkobyggnaden är byggd i klassicistisk stil, grunden är korsformad och fasaden är gjord av tegel.[2]

- Kyrkan har fem klockor, varav tre av de göts 1628, 1792 och 1889.[2]
- Inne i kyrkan finns ikoner från 1800- och 1900-talen.[1]
- På kupolen finns en målning som föreställer de tolv apostlarna.[1]

## Bilder

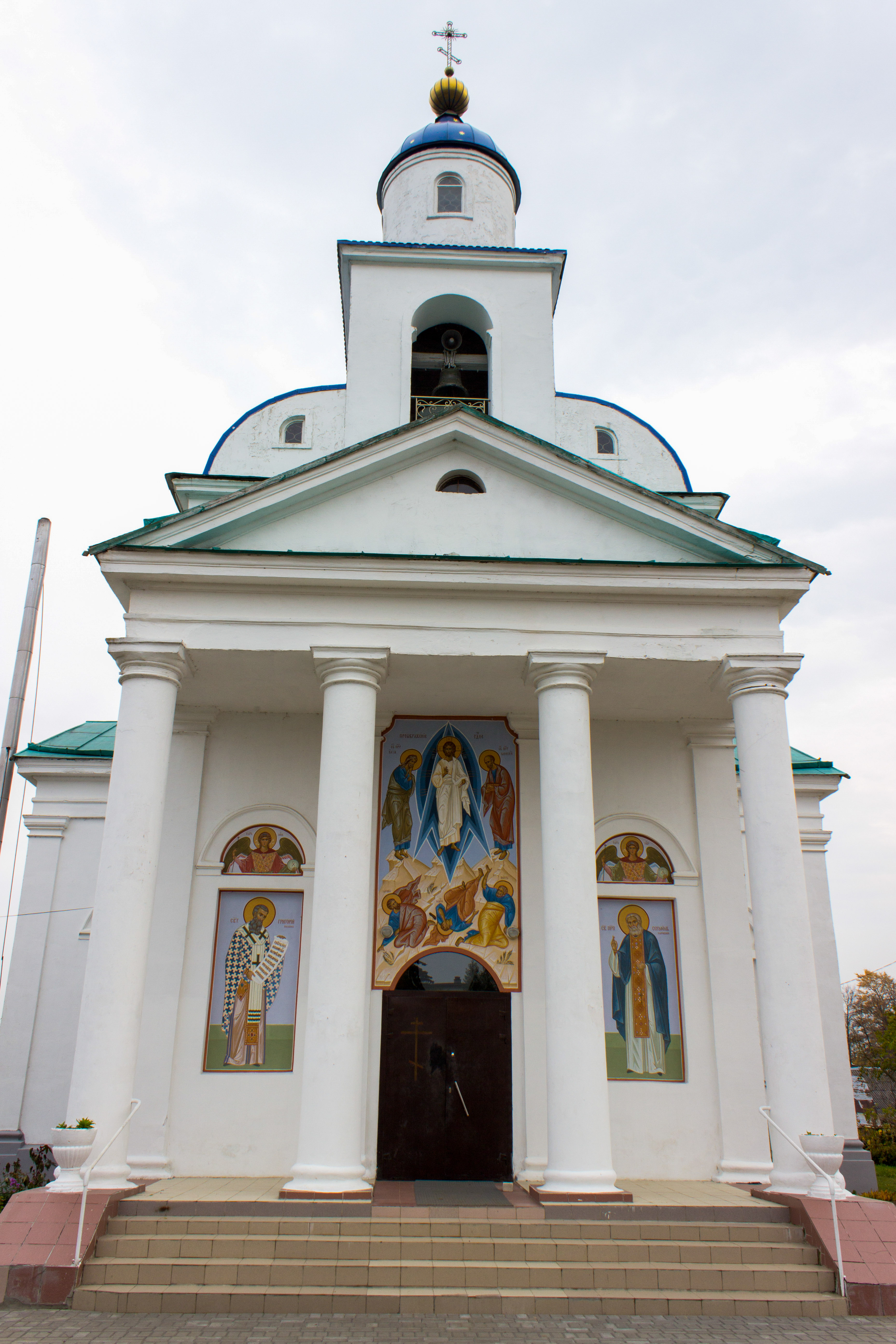
Närmare bild på entrén.
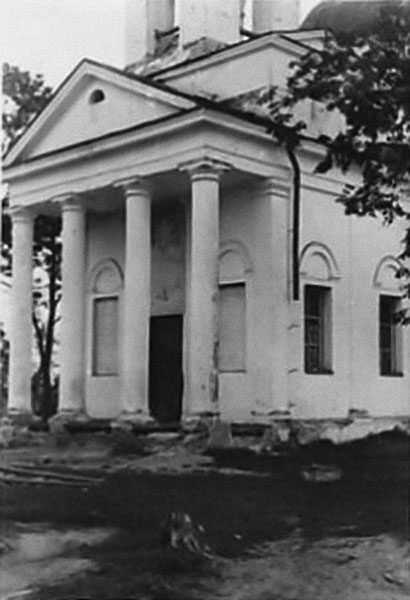
Kyrkan omkring år 1941 och 1944.

### Allmänna källor
- Спасо-Преображенская церковь в Чашниках | Планета Беларусь (planetabelarus.by)
- Чашники, Церковь Спаса Преображения (sobory.ru)
- Чашнікі - горад у Віцебскай вобласці Беларусі. Царква. Славутасці і Выбітнасці, Падарожжа і турызм, Гістарычныя і архітэктурныя помнікі. (vedaj.by)